# Bittacus striatus
Bittacus striatus är en näbbsländeart som beskrevs av Syuti Issiki 1927. Bittacus striatus ingår i släktet Bittacus och familjen styltsländor. Inga underarter finns listade i Catalogue of Life.